# Protokół Milwaukee
Protokół Milwaukee – eksperymentalna forma leczenia objawowej wścieklizny u człowieka. Polega na wprowadzeniu pacjenta w śpiączkę farmakologiczną oraz równoczesnym podaniu leków antywirusowych. Protokół został opracowany przez dr. Rodneya Willoughby Jr. po udanej terapii Jeanny Giese. Giese, nastolatka z Wisconsin w USA, została tym samym pierwszą z trójki pacjentów, której udało się przeżyć objawową wściekliznę bez wcześniejszego szczepienia.

## Przypadek Jeanny Giese

### Infekcja
Podczas niedzielnej mszy w lokalnym kościele, 12 września 2004 roku, Giese, wtedy 15-letnia uczennica liceum, wzięła do ręki nietoperza, który upadł na podłogę po tym, jak któryś z przestraszonych parafian uderzył go kapeluszem. Dziewczyna została lekko ugryziona przez nietoperza w lewy palec wskazujący. Po przemyciu rany wodą utlenioną, rodzina zdecydowała, że z tak błahego powodu nie będzie zgłaszać się do lekarza. Giese zaczęła zauważać objawy neurologiczne po 37 dniach od ugryzienia. Została przyjęta do lokalnego szpitala z gorączką 39 °C, podwójnym widzeniem, zaburzeniami mowy oraz skurczem mięśni lewej ręki. Dziewczynę próbowano leczyć na wiele schorzeń (nie uwzględniono wścieklizny), jednak pacjentka nie reagowała na żadną z zastosowanych terapii. Gdy jej stan zaczął się pogarszać, jej matka wspomniała lekarzom, że córka została ugryziona przez nietoperza około miesiąca przed wystąpieniem objawów. Wtedy u Giese zdiagnozowano wściekliznę, a dziewczynę skierowano na konsultację do dr. Willoughby’ego do Szpitala Dziecięcego Wisconsin w Wauwatosa. Diagnoza wścieklizny została później potwierdzona przez testy laboratoryjne przeprowadzone przez Centrum Zwalczania i Zapobiegania Chorobom.

### Leczenie śpiączką farmakologiczną
Badania mózgów pacjentów, którzy zmarli na wściekliznę, sugerują, że do większości zgonów dochodzi z powodu tymczasowego zaburzenia funkcji mózgu przy co najwyżej niewielkim uszkodzeniu jego struktury. Wykorzystując te informacje, grupa dr. Willoughby stworzyła eksperymentalny protokół leczenia wścieklizny. Rodzice Giese wyrazili zgodę na jego użycie w leczeniu ich córki. Celem dr. Willoughby było wprowadzenie dziewczyny w śpiączkę za pomocą leków i uchronienie w ten sposób jej mózgu przed uszkodzeniem. Głównym założeniem protokołu było, że uda się utrzymać Giese w farmakologicznej śpiączce na tyle długo, aby jej system odpornościowy miał czas na wytworzenie przeciwciał do zwalczenia wirusa. Dziewczynę wyprowadzono ze śpiączki po 6 dniach – wówczas, gdy lekarze zauważyli oznaki działania systemu odpornościowego w walce z wirusem.

### Czas po infekcji
Po 30 dniach spędzonych w szpitalu, Giese uznana została przez lekarzy za wolną od wirusa wścieklizny (przestano ją również izolować). Początkowo lekarze obawiali się, że dziewczyna będzie miała uszkodzony mózg. Jednak choroba oraz jej leczenie nie dotknęły w żaden poważny sposób jej zdolności umysłowych. Giese spędziła kilkanaście tygodni przechodząc rehabilitację, a 1 stycznia 2005 została wypisana do domu. Już na początku 2005 roku mogła znów samodzielnie chodzić, powróciła do szkoły i zaczęła jeździć samochodem. Neurolog z Kliniki Mayo dr Kenneth Mack opisał stan dziewczyny w czasie, gdy zaczynała studia jako szczególnie dobry oraz wyraził przeświadczenie o kolejnych postępach w poprawie stanu zdrowia.

### Teorie na temat powodzenia terapii
Lekarze nie potrafią dokładnie wytłumaczyć, dlaczego Giese udało się przeżyć wściekliznę po leczeniu według protokołu Milwaukee. Choć leczenie przebiegło tak, jak zaplanowali lekarze, sugerowali oni, że dziewczyna była zainfekowana wyjątkowo łagodnym typem wirusa wścieklizny (jednak wciąż zabójczym bez terapii) lub że została ukąszona daleko od mózgu (koniuszek palca wskazującego), co dało jej silnemu systemowi odpornościowemu czas wystarczający do wytworzenia przeciwciał zwalczających wirusa. Podczas przyjęcia Giese do szpitala jedynie przeciwciała, a nie żywy wirus, mogły być wyizolowane z jej ciała. Nietoperz nie został złapany.

## Inne próby użycia protokołu
Co najmniej 6 późniejszych prób użycia protokołu Milwaukee w przypadkach objawowej wścieklizny nie powiodło się. W maju 2006, lekarze ze Szpitala Dziecięcego w Teksasie użyli podobnego leczenia w terapii Zacharego Jonesa, 16-latka z objawową wścieklizną. Chłopca nie udało się jednak uratować. Od wczesnego października do wczesnego listopada 2006 leczono, również bez sukcesu, 10-letnią Shannon Carroll. Dr Willoughby tłumaczy niepowodzenie późniejszych prób leczenia innych pacjentów tym, że nie postępowano dokładnie według jego protokołu oraz że użyto innych kombinacji leków.
4 lutego 2009 roku 16-letni Marciano Menezes Silva został wypisany ze szpitala w Recife (Brazylia) po kilku miesiącach pobytu i terapii objawowej wścieklizny. Chłopiec zaraził się wścieklizną po ugryzieniu przez nietoperza wampira, a następnie przeszedł udaną terapię według protokołu Milwaukee.
Obecnie uznaje się wszystkie doniesienia o wyleczeniu z wścieklizny innych pacjentów niż Jeanna Giese za niewiarygodne, w związku z czym terapia ta nie powinna być stosowana.